# 1677 en santé et médecine
| Années de la santé et de la médecine : 1674 - 1675 - 1676 - 1677 - 1678 - 1679 - 1680    |
| Décennies de la santé et de la médecine : 1640 - 1650 - 1660 - 1670 - 1680 - 1690 - 1700 |

Cet article présente les faits marquants de l'année 1677 en santé et médecine.

## Événements
- 1677 : la découverte du spermatozoïde par Antoni van Leeuwenhoek remet en cause la théorie de la génération spontanée, obligeant du même coup à reconsidérer le rôle des ovaires et de la nidation de l'œuf.

## Naissances
- 25 janvier : Louis Lémery (mort en 1743), médecin, botaniste et chimiste français[1].
- 17 septembre : Stephen Hales (mort en 1761), physiologiste britannique[2].